# Michael Hefele
Pour les articles homonymes, voir Hefele.
Michael Hefele, né le 1er septembre 1990 à Pfaffenhofen an der Ilm (alors ville d'Allemagne de l'Ouest), est un footballeur professionnel allemand. Il occupe le poste de défenseur, voire d'attaquant.

## Biographie
Il joue un match en première division allemande avec l'équipe du SpVgg Greuther Fürth. 
Le 1er juillet 2016, il rejoint le club anglais d'Huddersfield Town.
Le 9 août 2018 il rejoint Nottingham Forest.

## Palmarès
- Champion de 3. Liga en 2016 avec le Dynamo Dresde